# La Meute (maison d'édition)
 (mars 2025).
Si vous disposez d'ouvrages ou d'articles de référence ou si vous connaissez des sites web de qualité traitant du thème abordé ici, merci de compléter l'article en donnant les références utiles à sa vérifiabilité et en les liant à la section « Notes et références ».
La Meute est une maison d'édition française fondée en 2024. 
La Meute est une maison d’édition indépendante qui publie des livres « un poil engagés »[réf. nécessaire]. Son nom programmatique dit la force du collectif : il a été choisi en hommage aux féministes espagnoles[réf. nécessaire] descendues dans la rue pendant le procès de la Manada avec des pancartes de soutien à la victime sur lesquelles on pouvait lire : « La meute, c’est nous. »
En parallèle de la collection « Permis de déconstruire », destinée à décloisonner les essais féministes auprès de notre entourage, la maison veut notamment proposer un point de vue international sur les questions féministes. De la poésie de bell hooks à un premier roman canarien antisalariat, du livre de cuisine de Maya Angelou à l’essai de Ruby Hamad sur les angles morts du féminisme blanc, un catalogue d'autrices étrangères a été construit dans un geste à la fois militant et matrimonial.